# Nueva chanson
La Nueva chanson o Nouvelle chanson es una expresión utilizada para englobar a los músicos surgidos en Francia a partir de los años 1990 que recuperan el legado de la chanson de su país, combinándolo con pop y rock contemporáneo de origen anglosajón. Los artistas más representativos de la nueva chanson son Dominique A y Benjamin Biolay, siendo los que han obtenido más repercusión fuera de las fronteras francesas Yann Tiersen y Carla Bruni.

## Historia
A mediados de los años 90, la escena musical francesa vivió una revitalización desde varios frentes; por un lado la música electrónica del french house y de lo que se llamó el french touch de grupos como Air o Saint Germain estaba en pleno apogeo, y por otro el indie rock de grupos como Diabologum o The Married Monk comenzaba a tener cierta repercusión en la escena alternativa europea. 

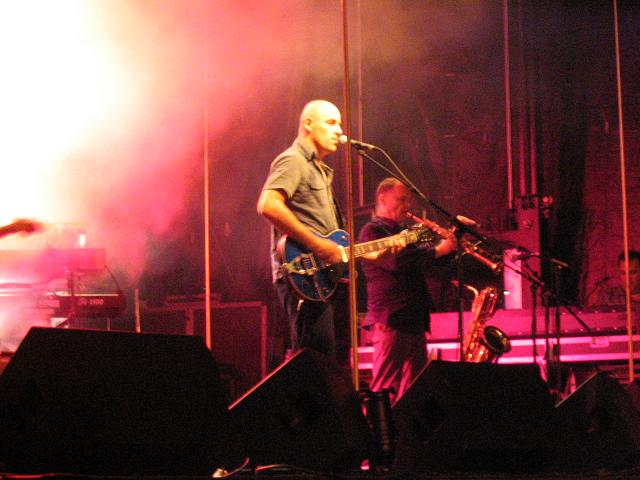
Dominique A a menudo es citado como el estandarte de la Nueva chanson.

En este contexto comenzaron a surgir artistas que reivindicaban la herencia de cantantes clásicos franceses como Jacques Brel, Barbara o Léo Ferré y de la chanson pop de Serge Gainsbourg o Françoise Hardy, a lo que sumaban otras influencias de grupos contemporáneos de pop y rock alternativo. Sellos indies como Le Village Vert, Rosebud, Lithium o Tricatel sirvieron para impulsar a estos nuevos artistas, obteniendo también un importante respaldo por parte de la prensa gala, especialmente de la revista Les Inrockuptibles.

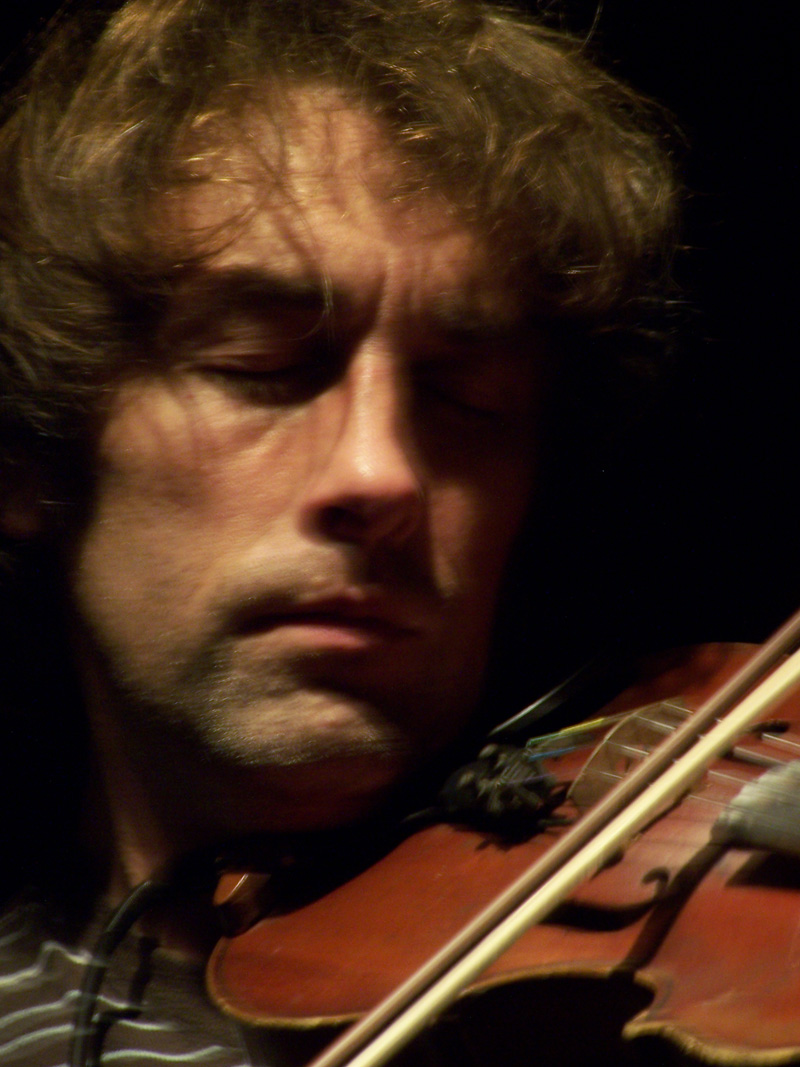
Yann Tiersen combina diferentes estilos de música.

La primera figura de esta renovación de la chanson que obtuvo relevancia fue Dominique A, un cantautor rock que desde su primer disco La Fosette de 1992 rápidamente se puso a la cabeza de su generación, consiguiendo ser una estrella en su país y gozar de un respeto incuestionado en muchos otros. A lo largo de su carrera, Dominique A ha integrado el rock en la chanson, colaborando con varios artistas que van desde la veterana Jane Birkin hasta su antigua compañera sentimental Françoiz Breut, otra representante de la revitalización de la canción francesa a quien compuso sus dos primeros discos.
Otro de los artistas que han colaborado con Dominique A es el bretón Yann Tiersen, en cuyo ecléctico sonido se dan cita la chanson, la música tradicional bretona, el pop y la música experimental. Tiersen es un multinstrumentista que comenzó a gozar del reconocimiento internacional por sus bandas sonoras para las películas Amélie y Good Bye, Lenin!.
Por su parte Phillipe Katerine también ha capitalizado la unión entre el pop anglosajón y la tradición gala, aunque en su caso centrándose en el lado más barroco de ambos. Su aproximación al easy listening y sus letras en las que concilia la ternura, el carácter y la ironía le han valido el respeto de la crítica y el público en Francia.
Otros artistas importantes que debutaron en la segunda mitad de los 90 fueron Bertrand Bestch con sus sonidos íntimos y minimalistas o el grupo Autour de Lucie y su mezcla de chanson con indie y trip hop.
A comienzos de los años 2000 la escena seguía creciendo con otros nuevos artistas que incidían en esta renovación de la chanson francesa. Uno de los más importantes fue Benjamin Biolay, quien publicó su primer álbum, Rose Kennedy en 2001 y rápidamente fue aclamado como el nuevo Serge Gainsbourg por los medios de comunicación. Desde entonces, Biolay es omnipresente en la música francesa, no solo por sus discos, si no por producir y componer para variados músicos, entre ellos los históricos Françoise Hardy, Juliette Gréco o Henri Salvador. Asimismo también se ha encargado de impulsar las carreras de Keren Ann, una cantante heredera del pop francés más sedoso, y de su propia hermana Coralie Clément, quien alterna en sus discos rock y baladas susurrantes, sin olvidar a su esposa Chiara Mastroianni, con quien grabó un disco de duetos titulado Home en 2004.
Dos años antes se publicó Quelqu'un m'a dit, álbum de debut de la ex modelo Carla Bruni, con el que comenzó a ser conocida como la nueva Françoise Hardy gracias a su folk pop melancólico, consiguiendo con él llevar la nueva chanson gala a las listas de éxitos de toda Europa.
Otro artista surgido en los primeros años del siglo es Vincent Delerm, hijo del escritor Philippe Delerm, en cuyas canciones tienen un especial protagonismo el piano y los arreglos de cuerda y recuperan los sonidos de la chanson de los 60.
Por su parte, la actriz y cantante Charlotte Gainsbourg, hija de Serge Gainsbourg y Jane Birkin también ha contribuido a la actualización del legado de sus padres con la ayuda de artistas como Air, Jarvis Cocker de Pulp y Neil Hannon de The Divine Comedy, quienes han compuesto y producido su disco de 2006 5:55. 
También han encontrado un hueco entre la nueva canción francesa artistas como Bénabar, cantautor que combina ironía y humor en sus canciones, el cantante Cali, cuyo personal estilo  se basa en los arreglos de viento y el folk francés, o Valerie Leulliot, la cantante de Autour de Lucie en solitario.

## Audio/Vídeo
- Dominique A: Dans un camion
- Benjamin Biolay: Los Angeles
- Yann Tiersen y Dominique A: Monochrome
- Carla Bruni: Quelqu'Un M'A Dit
- Keren Ann: Lay your Head Down
- Coralie Clement: Indecise
- Charlotte Gainsbourg The Songs That We Sing